# オコンネル橋
オコンネル橋 (オコンネルきょう、アイルランド語: Droichead Uí Chonaill) は、ダブリンのリフィー川に架かる道路橋であり、オコンネル・ストリート、ドリア・ストリート、ウェストモアランド・ストリート及びサウス埠頭を結んでいる。

## 歴史

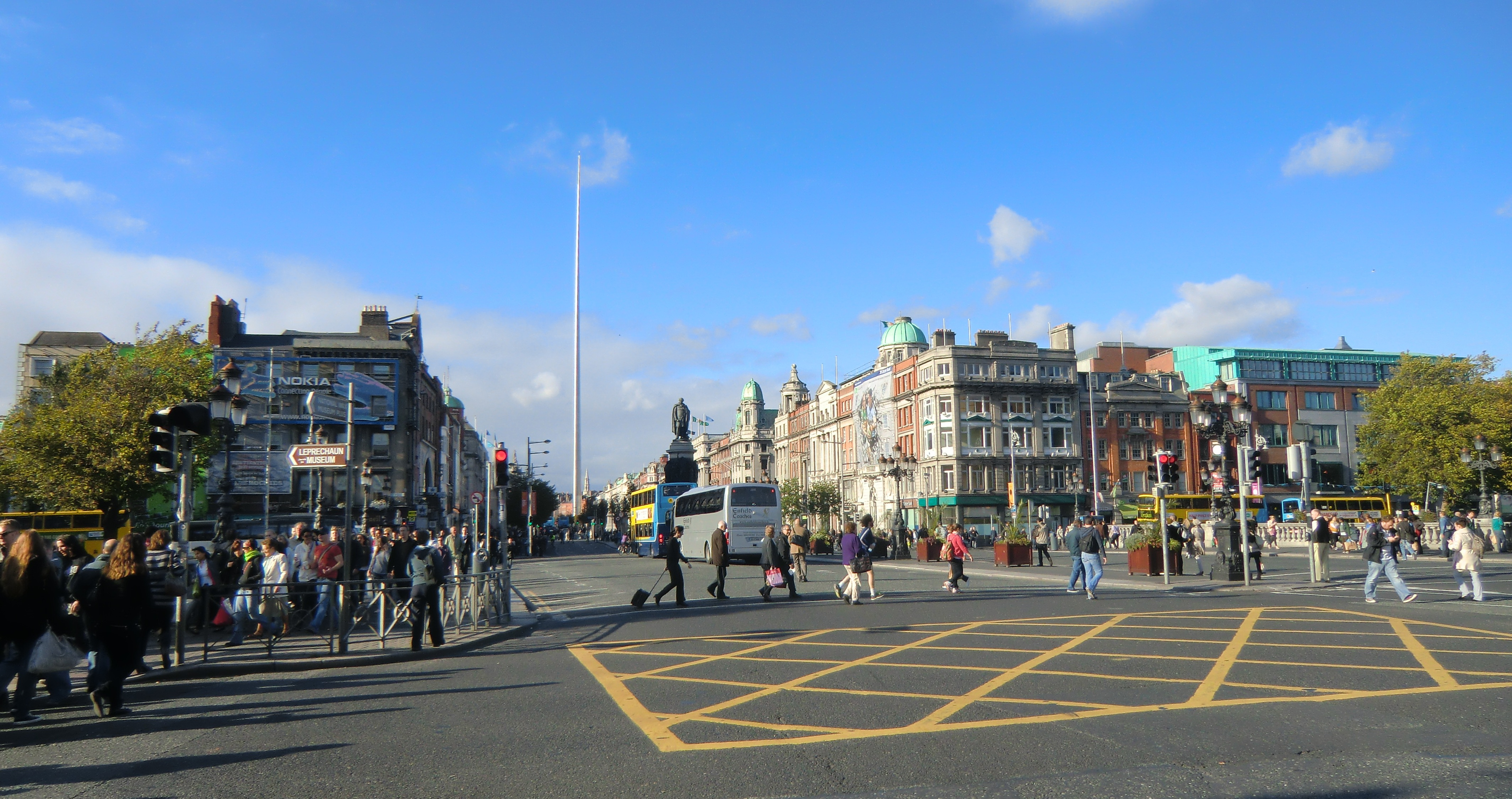
南側から北側への眺め、バックに尖塔が写る

最初の橋（アイルランド総督 - フレデリック・ハワード (第5代カーライル伯爵)に因みカーライル橋と名付けられた）は、ジェームズ・ガンドンによって設計され、1791年から1794年にかけて建設された。
もともと瘤があり、狭かった「カーライル橋」は対照的で、3つの対称なアーチが花崗岩で組み立てられ、ポートランド石の手すり子やオベリスクが4つの角に付いていた。中央スパン先端の要石は、リフィー川を象徴し、他のアイルランドの川を象徴するカスタム・ハウス（設計はジェームズ・ガンドン）に似ている。
1860年以来、街頭の景観を改善し、橋の上の交通渋滞をなくすため、橋の北側に接続するサックヴィル・ストリート（現在のオコンネル・ストリート）と同じ幅70m (230ft) に、カーライル橋を拡張することが意図された（エセックス橋、現在のグラタン橋と似た工事）。1877年から1880年にかけて、橋は改修され、スパンはリフィー川の現在の45m、幅約50mとなった。
橋が再び開通した1882年頃、橋はダニエル・オコンネルに因んで改名され、彼の名誉ある銅像がつくられた。
近年、中央分離帯を飾っていたランプは、5つのランタンに戻された。2004年、いたずらでファザー・パット・ノイズに捧げられた橋に飾り版をつけた。これは2006年5月まで気づかれず、2013年4月時点でまだそこにある。

## 備考
- ダブリンには、2つのオコンネル橋が存在し、もう一方は、セント・ステファンズ・グリーンにある。
- 橋はリアム・オフラハティ（英語版）の短編小説、狙撃者（英語版）の舞台でもある。